# Рагхунатха Даса Госвами
Рагхуна́тха Да́са Госва́ми (IAST: Raghunātha Dāsa Gosvāmī; 1495—1571) — кришнаитский святой, один из наиболее близких учеников Чайтаньи. Входил в группу кришнаитских святых, известных как вриндаванские госвами. Литературные труды вриндаванских госвами послужили философской базой гаудия-вайшнавизма. Рагхунатха Даса был уважаем другими вайшнавами за такие свои качества, как простота и отречение.

## Биография
Рагхунатха родился в 1495 году в селении Шри Кришнапура в Бенгалии (ныне Западной Бенгалии). Отца Рагхунатхи звали Говардхан Маджумдар. Он был богатым землевладельцем и младшим братом заминдара Хираньи Маджумдара. Несколько поколений предков Рагхунатхи были вайшнавами и очень состоятельными людьми. В детстве и юности его домашним учителем был Ядунандана Ачарья. С ранних лет Рагхунатха проявил полное отсутствие интереса к мирским наслаждениям и особую заинтересованность в духовной жизни.
В юном возрасте Рагхунатха женился, но не имел привязанности к своему имению и жене. Заметив желание Рагхунатхи оставить дом, его отец и дядя наняли телохранителей, дабы те наблюдали за ним. Несмотря на это, в 1518 году Рагхунатхе удалось сбежать от их бдительного надзора. Он направился в Пури, где встретился с Чайтаньей Махапрабху и лично служил ему в течение 16 лет. После этого он ушёл во Вриндаван. Последний период своей жизни он провёл на берегу священного озера Радха-кунды.
Согласно «Чайтанья-чаритамрите», Рагхунатха Даса Госвами был постоянно вовлечён в аскетичную духовную практику. Он всё время сокращал длительность своего сна и в поздний период своей жизни практически совсем перестал спать, занимаясь более 22 часов в сутки повторением мантры «Харе Кришна» и отводя оставшееся 2 часа на сон и еду. Его одежда состояла из простого куска ткани и старого шарфа. Говорится, что глаза Рагхунатхи были всегда полны слёз от испытываемых им духовных эмоций. Его бхаджан-кутир, или место, где он совершал поклонение, сохранилось до сих пор и является местом паломничества.
В «Гаура-ганоддеша-дипике» (186) говорится, что Рагхунатха Даса Госвами в вечных играх Радхи и Кришны служит Божественной Чете как манджари по имени Раса. В других источниках утверждается, что он — манджари по имени Рати.